# Erland Erdmann
Erland Erdmann (* 3. September 1944 in Cammin, Pommern) ist ein deutscher Emeritus für Kardiologie.

## Werdegang
Erdmann studierte an der Oxford University und der Georg-August-Universität Göttingen Medizin. Ende 1970 wurde er in Göttingen mit einer tierexperimentellen Arbeit über die Auswirkungen des Kaliummangels auf die Herzmuskulatur zum Dr. med. promoviert. Nachdem er auf verschiedenen Assistenzarztstellen – in Göttingen, Gießen und München – gewesen war, habilitierte er sich 1979 an der Ludwig-Maximilians-Universität in München. 1984 wurde er dort zum Professor für Innere Medizin an der Ludwig-Maximilians-Universität München ernannt. 1993 wurde er auf den Lehrstuhl für Innere Medizin mit den Schwerpunkten Kardiologie, Angiologie, Pneumologie und internistische Intensivmedizin der Universität zu Köln berufen, den er bis 2012 innehatte. 1995 begründete er das Herzzentrum der Universität zu Köln in Zusammenarbeit mit der Klinik für Thorax- und Herzchirurgie sowie der Abteilung für Kinderkardiologie und veranlasste 1997 hierfür die Gründung eines Fördervereins. Der Neubau wurde am 9. Oktober 2007 offiziell eingeweiht. 2012 ging er in den Ruhestand.
Neben seiner Lehrstuhltätigkeit engagierte sich Erdmann von 1997 bis 2001 als Prorektor für Forschung und wissenschaftlichen Nachwuchs seiner Universität und war bis 2010 Mitglied der Ständigen Kommission für Forschung und wissenschaftlichen Nachwuchs der Hochschulrektorenkonferenz.
Erdmann war Mitglied der Schriftleitung der Deutschen Medizinischen Wochenschrift und Mitglied diverser Fachgesellschaften. 2003 wurde Erdmann zum Vorsitzenden der Stiftung „Hufeland-Preis“ der Deutschen Ärzte-Versicherung zur Förderung der Präventiv-Medizin, Köln, gewählt. 2023 erschien in 9. Auflage im Springer-Nature Verlag die Klinische Kardiologie, das Standardlehrbuch der deutschsprachigen Kardiologie (zusammen mit Nikolaus Marx/Aachen).

## Ehrungen
- Albert-Fraenkel-Preis der Deutschen Gesellschaft für Kardiologie (1977)[6]
- Wissenschaftspreis für Klinische Forschung der GlaxoSmithKline Stiftung, mit Michael Böhm und Robert Schwinger (1992)[7]
- Franz-Loogen-Preis für richtungweisende Forschungsansätze auf dem Gebiet der Herz-Kreislauf-Forschung (1997)[8]
- Lingen-Preis, hochdotierter Forschungspreise auf dem Gebiet der Kardiologie der Helmut-und-Ruth-Lingen-Stiftung (1998)[9]
- Preis der Fondation pour le développement de la coopération Allemagne-Luxembourg dans le domaine des sciences (2008)[10]
- Verdienstorden der Bundesrepublik Deutschland, Bundesverdienstkreuz 1. Klasse (31. Oktober 2006)[11]
- Mitglied der Academia Europaea (2024)